# 1912-es norvég labdarúgókupa
A 1912-es norvég labdarúgókupa a Norvég labdarúgókupa 11. szezonja volt. A címvédő a Lyn csapata volt. A versenyen a helyi szövetségi liga (kretsserier) bajnokai vehettek részt, illetve a címvédő, a Lyn. A szezonban nyolc csapat vett részt. A tornát a Mercantile csapata nyerte meg, immár második alkalommal.

## Első kör
| 1. csapat            | Eredmény | 2. csapat     |
| -------------------- | -------- | ------------- |
| 1912. szeptember 29. |          |               |
| NTHI                 | 0–6      | Mercantile    |
| Start                | 2–9      | Fram (Larvik) |
| Sarpsborg            | 1–0      | Hamar         |
| Stavanger            | 4–1      | Drafn         |

## Elődöntők
| 1. csapat            | Eredmény | 2. csapat     |
| -------------------- | -------- | ------------- |
| 1912. szeptember 30. |          |               |
| Mercantile           | 2–0      | Sarpsborg     |
| 1912. október 6.     |          |               |
| Stavanger            | 2–4      | Fram (Larvik) |

## Döntő
| 1912. október 20. |

| Mercantile                                         | 6–0 | Fram (Larvik) |
| -------------------------------------------------- | --- | ------------- |
| Engebretsen 5' Johansen 6' Brekke Holmsen Endrerud |     |               |

| Frogner stadion, Kristiania Nézőszám: 2 000 Játékvezető: Trygve Lund (Odd) |

| A Mercantile játékoskerete: |  |                      |
|                             |  |                      |
| K                           |  | Sverre Lie           |
| H                           |  | Macken Widerøe Aas   |
| H                           |  | Einar Friis Baastad  |
| Kp                          |  | H. Fredrik Holmsen   |
| Kp                          |  | Harald Johansen      |
| Kp                          |  | Carl Frølich Hanssen |
| Cs                          |  | Rolf Aas             |
| Cs                          |  | Sigurd Brekke        |
| Cs                          |  | Hans Endrerud        |
| Cs                          |  | Kaare Engebretsen    |
| Cs                          |  | Eystein Holmsen      |

| A Fram kerete: |  |                      |
|                |  |                      |
| K              |  | Einar Jensen         |
| H              |  | Fritz Christophersen |
| H              |  | Alf M. Andersen      |
| Kp             |  | Alfred Hansen        |
| Kp             |  | Peder Henriksen      |
| Kp             |  | Henry Jonassen       |
| Cs             |  | Carl Christophersen  |
| Cs             |  | Olaf Ruud            |
| Cs             |  | Johann Hallberg      |
| Cs             |  | Thormod Kjeldsen     |
| Cs             |  | Ingebretsen          |